# مغامرات السيارة الصغيرة
مغامرات السيارة الصغيرة(بالإنجليزية: Egg Car) سلسلة أنمي خيالية يابانية-صينية أنتجها يون تشنسونغ وجيان لييانغ وجوان وانغ وتشي جيهان وساياكو موراماتسو. عرضت الحلقات البالغ عددها 52 حلقة على مدار الفترة من 26 يوليو 2019 إلى 1 أكتوبر 2020. تدور أحداث السلسلة حول مغامرات سيارة صغيرة ذات قدرات خيالية، تواجه تحديات ومواقف ممتعة وتعليمية، وتستكشف من خلالها الصداقة، الشجاعة، وقيم التعاون بين الشخصيات المختلفة.

## القصة
تبدأ القصة باختطاف عائلة داش من جزيرة بو بو على يد الملك بوزو أثناء حادث غريب وقع في جزر البيض، المستوحاة من اليابان والصين. اكتسب داش بعد ذلك القدرة على التحول إلى سيارات واستخدام قوى العناصر. ينطلق داش في رحلة مثيرة لجمع العناصر لهزيمة الملك الشرير بوزو مرة واحدة وللأبد. يواجه داش جنود بوزو وعصابة الحديد خلال رحلته قبل أن يجمع العناصر، ويخوض معارك صعبة ومعقدة ضدهم. إذا فشل داش في مهمته، ستُدمر جزيرة البيض بالكامل، ويُقتل أفراد عائلته والسيارات البيضية.

## الشخصيات
داش داشّو بن بن، صوت موتسومي تامورا
فتى بشري يعيش في جزيرة بو بو، يمتلك القدرة على التحول إلى سيارات متعددة وتغيير شكلها لتساعده في مغامراته.
كليك كوريكو ديان ديان، صوت يوكي أوتشياما
قنفذ يتحول إلى سيارة صغيرة من جزيرة بوكا بوكا، يعاني من حساسية تجاه الفلفل ويشارك داش في حل المشكلات.
آيرا آيرا شياو آي، صوت يوري كوماغاتا
فتاة تبحث عن داش، وتواجه العناكب كأعداء أثناء مغامراتها.
جيلارا جيلارا گاو لالا، صوت هيرويكي كاجورا
صديقة طفولة داش، تتميز بقدراتها الخاصة خلال الرحلات والمواقف الصعبة.
عصابة الحديد آيان إيشيمي كو شيان تي بي دوى، أصوات شينتارو تاناكا للحديد، تاكاتسوغو أوازو بيلاف، هيرويكي هوندا أوف
أتباع بوزو الذين يسعون لقتل داش ويشكلون تحديًا كبيرًا خلال مغامراته.